# نظرية الزمر الهندسية

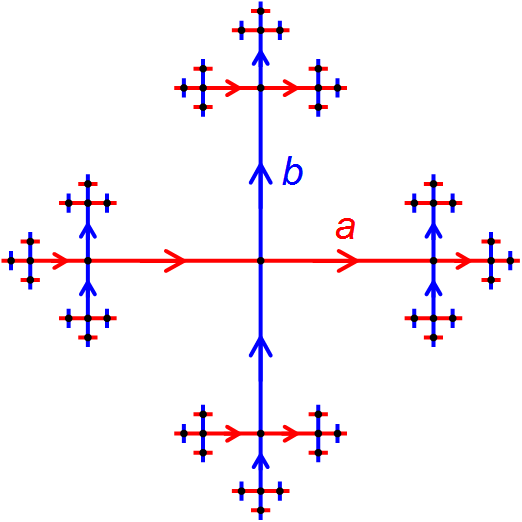

نظرية الزمر الهندسية (بالإنجليزية: Geometric group theory)‏، الزمرة الهندسية أو زمرة تناضرات الأشكال الهندسية، نظام رياضي مكون من مجموعة وعملية ثنائية.
أما المجموعات فتكون عناصرها هي كل تدوير من تدويرات المثلث أو المربع أو المستطيل أو أحد الأشكال الهندسية المنتظمة حول أقطاره الرئيسية والثانوية، أما العمليات الثنائية المعرفة على هذه المجموعات فهي عملية التدوير بزاوية معينة أو التدوير حول القطر.